# 石田保昭
石田 保昭（いしだ もりあき、1930年9月30日 -2018年5月18日 ）は、日本のインド史学者。
東京大学教養学部講師として東洋史を講義していたが病気療養のため辞職。

## 経歴
千葉市生まれ。陸軍幼年学校で学ぶ。1953年東京大学文学部東洋史学科卒。1958年 - 1961年、インド政府外国語学校教官としてニューデリーに滞在。
帰国後著した『インドで暮らす』は「ユニークなルポルタージュであり、実証という水準においてスメドレーの中国ルポルタージュに優るとも劣らず、ありきたりのインド紹介論とは全く趣を事にしている」と中村平治が評している。

## 交友
イスラム学者の板垣雄三とは小学校からの同級生。

## 家族・親族

### 石田家
父は陸軍中将石田保忠。母文枝（元女医）は陸軍少将大橋常三郎の長女。伯父には内務官僚から政治家になった大橋武夫のほか、陸軍大佐石田保政がいる。
代言人（弁護士）の北田正董は曾祖父（母方の祖母酉の父）。外交官北田正元（初代駐アフガニスタン公使）は大叔父。樋口一葉と共に女流作家として活躍した北田薄氷は大伯母。

## 著書
- インドで暮らす 1963. 岩波新書
- ムガル帝国 吉川弘文館, 1965. ユーラシア文化史選書
- インド現代史 亜紀書房, 1968. 亜紀・現代史叢書
- 不服従の思想 ガンジーをどうのりこえるか 1970. 講談社現代新書
- インドの課題 叢書現代のアジア・アフリカ 6 三省堂, 1971
- アクバル大帝 ムガル帝国の建設者 清水書院, 1972. センチュリーブックス. 人と歴史シリーズ 「ムガル帝国とアクバル大帝」清水新書